# Grand Prix Belgii 2020
Grand Prix Belgii 2020, oficjalnie Formula 1 Rolex Belgian Grand Prix 2020 – siódma runda Mistrzostw Świata Formuły 1 w sezonie 2020. Grand Prix odbyło się w dniach 28–30 sierpnia 2020 na torze Circuit de Spa-Francorchamps w Stavelot. Wyścig po starcie z pole position wygrał Lewis Hamilton (Mercedes), a na podium stanęli kolejno Valtteri Bottas (Mercedes) i Max Verstappen (Red Bull).

## Tło
Pierwotny kalendarz Formuły 1 na sezon 2020 zakładał organizację 22 eliminacji, w tym wyścigu o Grand Prix Belgii 30 sierpnia. Jednakże w związku z pandemią COVID-19 znacznie przeprojektowano kalendarz. Jednak Grand Prix Belgii zostało z pierwotną datą wyścigu.

## Lista startowa
| Nr          | Kierowca           | Zespół                        | Samochód                           | Silnik                      | Opony |
| ----------- | ------------------ | ----------------------------- | ---------------------------------- | --------------------------- | ----- |
| 3           | Daniel Ricciardo   | Renault DP World F1 Team      | Renault R.S.20                     | Renault E-Tech 20 1,6 V6T   | P     |
| 4           | Lando Norris       | McLaren F1 Team               | McLaren MCL35                      | Renault E-Tech 20 1,6 V6T   | P     |
| 5           | Sebastian Vettel   | Scuderia Ferrari              | Ferrari SF1000                     | Ferrari 065 1,6 V6T         | P     |
| 6           | Nicholas Latifi    | Williams Racing               | Williams FW43                      | Mercedes-AMG F1 M11 1,6 V6T | P     |
| 7           | Kimi Räikkönen     | Alfa Romeo Racing ORLEN       | Alfa Romeo C39                     | Ferrari 065 1,6 V6T         | P     |
| 8           | Romain Grosjean    | Haas F1 Team                  | Haas VF-20                         | Ferrari 065 1,6 V6T         | P     |
| 10          | Pierre Gasly       | Scuderia AlphaTauri Honda     | AlphaTauri AT01                    | Honda RA620H 1,6 V6T        | P     |
| 11          | Sergio Pérez       | BWT Racing Point F1 Team      | Racing Point RP20                  | BWT Mercedes 1,6 V6T        | P     |
| 16          | Charles Leclerc    | Scuderia Ferrari              | Ferrari SF1000                     | Ferrari 065 1,6 V6T         | P     |
| 18          | Lance Stroll       | BWT Racing Point F1 Team      | Racing Point RP20                  | BWT Mercedes 1,6 V6T        | P     |
| 20          | Kevin Magnussen    | Haas F1 Team                  | Haas VF-20                         | Ferrari 065 1,6 V6T         | P     |
| 23          | Alexander Albon    | Aston Martin Red Bull Racing  | Red Bull RB16                      | Honda RA620H 1,6 V6T        | P     |
| 26          | Daniił Kwiat       | Scuderia AlphaTauri Honda     | AlphaTauri AT01                    | Honda RA620H 1,6 V6T        | P     |
| 31          | Esteban Ocon       | Renault DP World F1 Team      | Renault R.S.20                     | Renault E-Tech 20 1,6 V6T   | P     |
| 33          | Max Verstappen     | Aston Martin Red Bull Racing  | Red Bull RB16                      | Honda RA620H 1,6 V6T        | P     |
| 44          | Lewis Hamilton     | Mercedes-AMG Petronas F1 Team | Mercedes-AMG F1 W11 EQ Performance | Mercedes-AMG F1 M11 1,6 V6T | P     |
| 55          | Carlos Sainz Jr.   | McLaren F1 Team               | McLaren MCL35                      | Renault E-Tech 20 1,6 V6T   | P     |
| 63          | George Russell     | Williams Racing               | Williams FW43                      | Mercedes-AMG F1 M11 1,6 V6T | P     |
| 77          | Valtteri Bottas    | Mercedes-AMG Petronas F1 Team | Mercedes-AMG F1 W11 EQ Performance | Mercedes-AMG F1 M11 1,6 V6T | P     |
| 99          | Antonio Giovinazzi | Alfa Romeo Racing ORLEN       | Alfa Romeo C39                     | Ferrari 065 1,6 V6T         | P     |
| Źródło: FIA |                    |                               |                                    |                             |       |

## Wyniki

### Zwycięzcy sesji treningowych
| Sesja       | Nr | Kierowca        | Konstruktor | Czas     | Okr. |
| ----------- | -- | --------------- | ----------- | -------- | ---- |
| 1           | 77 | Valtteri Bottas | Mercedes    | 1:44,493 | 18   |
| 2           | 33 | Max Verstappen  | Red Bull    | 1:43,744 | 21   |
| 3           | 44 | Lewis Hamilton  | Mercedes    | 1:43,255 | 9    |
| Źródło: FIA |    |                 |             |          |      |

### Kwalifikacje
| P                    | Nr | Kierowca           | Konstruktor               | Czasy w kwalifikacjach | Czasy w kwalifikacjach | Czasy w kwalifikacjach | Poz. s. |
| P                    | Nr | Kierowca           | Konstruktor               | Q1                     | Q2                     | Q3                     | Poz. s. |
| -------------------- | -- | ------------------ | ------------------------- | ---------------------- | ---------------------- | ---------------------- | ------- |
| 1                    | 44 | Lewis Hamilton     | Mercedes                  | 1:42,323               | 1:42,014               | 1:41,252               | 1       |
| 2                    | 77 | Valtteri Bottas    | Mercedes                  | 1:42,534               | 1:42,126               | 1:41,763               | 2       |
| 3                    | 33 | Max Verstappen     | Red Bull Racing-Honda     | 1:43,197               | 1:42,473               | 1:41,778               | 3       |
| 4                    | 3  | Daniel Ricciardo   | Renault                   | 1:43,309               | 1:42,487               | 1:42,061               | 4       |
| 5                    | 23 | Alexander Albon    | Red Bull Racing-Honda     | 1:43,418               | 1:42,193               | 1:42,264               | 5       |
| 6                    | 31 | Esteban Ocon       | Renault                   | 1:43,505               | 1:42,534               | 1:42,396               | 6       |
| 7                    | 55 | Carlos Sainz Jr.   | McLaren-Renault           | 1:43,322               | 1:42,478               | 1:42,438               | 7       |
| 8                    | 11 | Sergio Pérez       | Racing Point-BWT Mercedes | 1:43,349               | 1:42,670               | 1:42,532               | 8       |
| 9                    | 18 | Lance Stroll       | Racing Point-BWT Mercedes | 1:43,265               | 1:42,491               | 1:42,603               | 9       |
| 10                   | 4  | Lando Norris       | McLaren-Renault           | 1:43,514               | 1:42,722               | 1:42,657               | 10      |
| 11                   | 26 | Daniił Kwiat       | AlphaTauri-Honda          | 1:43,267               | 1:42,730               |                        | 11      |
| 12                   | 10 | Pierre Gasly       | AlphaTauri-Honda          | 1:43,262               | 1:42,745               |                        | 12      |
| 13                   | 16 | Charles Leclerc    | Ferrari                   | 1:43,656               | 1:42,996               |                        | 13      |
| 14                   | 5  | Sebastian Vettel   | Ferrari                   | 1:43,567               | 1:43,261               |                        | 14      |
| 15                   | 63 | George Russell     | Williams-Mercedes         | 1:43,630               | 1:43,468               |                        | 15      |
| 16                   | 7  | Kimi Räikkönen     | Alfa Romeo-Ferrari        | 1:43,743               |                        |                        | 16      |
| 17                   | 8  | Romain Grosjean    | Haas-Ferrari              | 1:43,838               |                        |                        | 17      |
| 18                   | 99 | Antonio Giovinazzi | Alfa Romeo-Ferrari        | 1:43,950               |                        |                        | 18      |
| 19                   | 6  | Nicholas Latifi    | Williams-Mercedes         | 1:44,138               |                        |                        | 19      |
| 20                   | 20 | Kevin Magnussen    | Haas-Ferrari              | 1:44,314               |                        |                        | 20      |
| 107% czasu: 1:49,485 |    |                    |                           |                        |                        |                        |         |
| Źródło: FIA          |    |                    |                           |                        |                        |                        |         |

### Wyścig
| P           | Nr | Kierowca           | Konstruktor               | Okr. | Czas                 | Start | +/–       | Punkty |
| ----------- | -- | ------------------ | ------------------------- | ---- | -------------------- | ----- | --------- | ------ |
| 1           | 44 | Lewis Hamilton     | Mercedes                  | 44   | 1:24:08,761          | 1     | Bez zmian | 25     |
| 2           | 77 | Valtteri Bottas    | Mercedes                  | 44   | +8,448               | 2     | Bez zmian | 18     |
| 3           | 33 | Max Verstappen     | Red Bull Racing-Honda     | 44   | +15,455              | 3     | Bez zmian | 15     |
| 4           | 3  | Daniel Ricciardo   | Renault                   | 44   | +18,877              | 4     | Bez zmian | 12+1   |
| 5           | 31 | Esteban Ocon       | Renault                   | 44   | +40,650              | 6     | 1         | 10     |
| 6           | 23 | Alexander Albon    | Red Bull Racing-Honda     | 44   | +42,712              | 5     | 1         | 8      |
| 7           | 4  | Lando Norris       | McLaren-Renault           | 44   | +43,774              | 10    | 3         | 6      |
| 8           | 10 | Pierre Gasly       | AlphaTauri-Honda          | 44   | +47,371              | 12    | 4         | 4      |
| 9           | 18 | Lance Stroll       | Racing Point-BWT Mercedes | 44   | +52,603              | 9     | 1         | 2      |
| 10          | 11 | Sergio Pérez       | Racing Point-BWT Mercedes | 44   | +53,179              | 8     | 2         | 1      |
| 11          | 26 | Daniił Kwiat       | AlphaTauri-Honda          | 44   | +1:10,200            | 11    | Bez zmian |        |
| 12          | 7  | Kimi Räikkönen     | Alfa Romeo-Ferrari        | 44   | +1:11,504            | 16    | 4         |        |
| 13          | 5  | Sebastian Vettel   | Ferrari                   | 44   | +1:12,894            | 14    | 1         |        |
| 14          | 16 | Charles Leclerc    | Ferrari                   | 44   | +1:14,920            | 13    | 1         |        |
| 15          | 8  | Romain Grosjean    | Haas-Ferrari              | 44   | +1:16,793            | 17    | 2         |        |
| 16          | 6  | Nicholas Latifi    | Williams-Mercedes         | 44   | +1:17,795            | 19    | 3         |        |
| 17          | 20 | Kevin Magnussen    | Haas-Ferrari              | 44   | +1:25,540            | 20    | 3         |        |
| NS          | 99 | Antonio Giovinazzi | Alfa Romeo-Ferrari        | 9    | NU (wypadek)         | 18    |           |        |
| NS          | 63 | George Russell     | Williams-Mercedes         | 9    | NU (kolizja)         | 15    |           |        |
| NS          | 55 | Carlos Sainz Jr.   | McLaren-Renault           | 0    | NW (układ wydechowy) | —     |           |        |
| Źródło: FIA |    |                    |                           |      |                      |       |           |        |

Uwagi
1. ↑  Dodatkowy 1 punkt jest przyznawany kierowcy, który ustanowił najszybsze okrążenie w wyścigu, pod warunkiem, że ukończył wyścig w pierwszej 10.
2. ↑  Carlos Sainz Jr. zakwalifikował się na siódnym miejscu, ale nie wystartował w wyścigu, a jego miejsce na polu startowym pozostało wolne.

### Najszybsze okrążenie
| Nr          | Kierowca         | Konstruktor | Czas     | Okr. |
| ----------- | ---------------- | ----------- | -------- | ---- |
| 3           | Daniel Ricciardo | Renault     | 1:47,483 | 44   |
| Źródło: FIA |                  |             |          |      |

### Prowadzenie w wyścigu
| Nr                              | Kierowca       | Konstruktor | Okrążenia | Suma |
| ------------------------------- | -------------- | ----------- | --------- | ---- |
| 44                              | Lewis Hamilton | Mercedes    | 1–44      | 44   |
| \| Wykres \| \| ------ \| \| \| |                |             |           |      |
| Źródło: FIA                     |                |             |           |      |
| Wykres                          |                |             |           |      |
|                                 |                |             |           |      |

## Klasyfikacja po wyścigu

### Kierowcy
Źródło: FIA
| P  | +/− | Kierowca           | Starty | Punkty | P1 | P2 | P3 | PP | NO | NS |
| -- | --- | ------------------ | ------ | ------ | -- | -- | -- | -- | -- | -- |
| 1  | 0   | Lewis Hamilton     | 7      | 157    | 5  | 1  | –  | 5  | 2  | –  |
| 2  | 0   | Max Verstappen     | 7      | 110    | 1  | 3  | 2  | –  | 1  | 1  |
| 3  | 0   | Valtteri Bottas    | 7      | 107    | 1  | 2  | 3  | 2  | 1  | –  |
| 4  | +2  | Alexander Albon    | 7      | 48     | –  | –  | –  | –  | –  | –  |
| 5  | −1  | Charles Leclerc    | 7      | 45     | –  | 1  | 1  | –  | –  | 2  |
| 6  | +1  | Lando Norris       | 7      | 45     | –  | –  | 1  | –  | 1  | –  |
| 7  | −2  | Lance Stroll       | 7      | 42     | –  | –  | –  | –  | –  | 1  |
| 8  | +2  | Daniel Ricciardo   | 7      | 33     | –  | –  | –  | –  | 1  | 1  |
| 9  | −1  | Sergio Pérez       | 5      | 33     | –  | –  | –  | –  | –  | –  |
| 10 | +1  | Esteban Ocon       | 7      | 26     | –  | –  | –  | –  | –  | 1  |
| 11 | −2  | Carlos Sainz Jr.   | 7      | 23     | –  | –  | –  | –  | 1  | 1  |
| 12 | +1  | Pierre Gasly       | 7      | 18     | –  | –  | –  | –  | –  | 1  |
| 13 | −1  | Sebastian Vettel   | 7      | 16     | –  | –  | –  | –  | –  | 1  |
| 14 | 0   | Nico Hülkenberg    | 2      | 6      | –  | –  | –  | –  | –  | 1  |
| 15 | 0   | Antonio Giovinazzi | 7      | 2      | –  | –  | –  | –  | –  | 1  |
| 16 | 0   | Daniił Kwiat       | 7      | 2      | –  | –  | –  | –  | –  | 1  |
| 17 | 0   | Kevin Magnussen    | 7      | 1      | –  | –  | –  | –  | –  | 3  |
| 18 | 0   | Kimi Räikkönen     | 7      | 0      | –  | –  | –  | –  | –  | 1  |
| 19 | 0   | Nicholas Latifi    | 7      | 0      | –  | –  | –  | –  | –  | –  |
| 20 | 0   | George Russell     | 7      | 0      | –  | –  | –  | –  | –  | 2  |
| 21 | 0   | Romain Grosjean    | 7      | 0      | –  | –  | –  | –  | –  | 1  |
| P  | +/− | Kierowca           | Starty | Punkty | P1 | P2 | P3 | PP | NO | NS |

### Konstruktorzy
Źródło: FIA
| P  | +/− | Konstruktor               | Starty | Punkty | P1 | P2 | P3 | PP | NO | NS |
| -- | --- | ------------------------- | ------ | ------ | -- | -- | -- | -- | -- | -- |
| 1  | 0   | Mercedes                  | 14     | 264    | 6  | 3  | 3  | 7  | 3  | –  |
| 2  | 0   | Red Bull Racing-Honda     | 14     | 158    | 1  | 3  | 2  | –  | 1  | 1  |
| 3  | +1  | McLaren-Renault           | 14     | 68     | –  | –  | 1  | –  | 2  | 1  |
| 4  | −1  | Racing Point-BWT Mercedes | 14     | 66     | –  | –  | –  | –  | –  | 2  |
| 5  | 0   | Ferrari                   | 14     | 61     | –  | 1  | 1  | –  | –  | 3  |
| 6  | 0   | Renault                   | 14     | 59     | –  | –  | –  | –  | 1  | 2  |
| 7  | 0   | Scuderia AlphaTauri-Honda | 14     | 20     | –  | –  | –  | –  | –  | 2  |
| 8  | 0   | Alfa Romeo Racing-Ferrari | 14     | 2      | –  | –  | –  | –  | –  | 1  |
| 9  | 0   | Haas-Ferrari              | 14     | 1      | –  | –  | –  | –  | –  | 4  |
| 10 | 0   | Williams-Mercedes         | 14     | 0      | –  | –  | –  | –  | –  | 2  |
| P  | +/− | Konstruktor               | Starty | Punkty | P1 | P2 | P3 | PP | NO | NS |